# Dicht im Flieger
Dicht im Flieger ist ein Partyschlager von Julian Sommer aus dem Jahr 2022.

## Entstehung und Veröffentlichung
Julian Sommer versuchte sich seit 2019 als Schlagersänger zu etablieren. Nach mehreren weniger erfolgreichen Singles schrieb er Dicht im Flieger zusammen mit Dominik de Leon, Matthias Distel (Ikke Hüftgold) und Marco Baier. Die Idee kam ihm im Griechenland-Urlaub. Zunächst entstand die Melodie, den Text schrieb Sommer erst später zu Hause. Es folgte eine Hörprobe für DJs und ein Probelauf am Karneval 2022. Produziert wurde das Stück von Oliver deVille.
Das dazugehörige Musikvideo erschien am 18. März 2022 auf dem YouTube-Kanal Ich find Schlager toll. Gleichzeitig erschien die digitale Single über Electrola/Universal Music Group. Zur Promotion des Songs pendelt der Autoverkäufer zwischen Vordereifel und Mallorca, um am Wochenende im Bierkönig auftreten zu können.
Am 10. Juni 2022 erschien ein Remix des Songs von Harris & Ford.

## Musikvideo
Das Musikvideo zeigt Julian Sommer beim Partymachen und Tanzen in verschiedenen Locations auf Mallorca, unter anderem am Ballermann 6.

## Musikstil
Es handelt sich bei Dicht im Flieger um einen typischen Partyschlager mit hohem Tempo, Autotune-Gesang und einfachen Mitgröl-Textzeilen, die vor allem vom Alkoholkonsum handeln sowie die typischen Klischees der Ballermann-Sauftouristen bedienen. Beispiele dafür sind Zeilen wie „Mit vier Promille durch die Straßen zieh’n – Und Tag für Tag immer nur die gleichen Lieder sing’n“ sowie „Endlich wieder da und schon ein’n im Tee. Und am nächsten Morgen tut die Birne weh.“

## Sommerhit
Das Lied wurde von der GfK Entertainment als möglicher Sommerhit des Jahres 2022 gehandelt. Letztlich wurde es mit Layla von DJ Robin und Schürze ein ähnlicher Ballermann-Song.
Der große Erfolg seines Titels überrascht Sommer selbst. Er vermutet, dass nach der pandemiebedingten Schließung der Partymeile Ballermann 6 auf Platja de Palma das Interesse an Partysongs im Sommer 2022 einen Höhepunkt erreicht hat und das Publikum einen hohen Nachholbedarf habe.
2023 veröffentlichte Heino eine Coverversion auf seinem Album Lieder meiner Heimat.

## Kommerzieller Erfolg

### Chartplatzierungen
Das Lied erreichte am 8. April 2022 erstmals die deutschen Singlecharts auf Platz 91. Es erreichte in der elften Woche mit Position neun erstmals die Top 10 der Charts und am 1. Juli 2022 mit Rang sieben seine höchste Notierung. In den Ö3 Austria Top 40 stieg Dicht im Flieger am 21. Juni 2022 zunächst auf Platz 40 ein und erreichte am 26. Juli 2022 Rang acht. In der Schweizer Hitparade debütierte der Titel am 26. Juni 2022 auf Position 78 und erreichte seine höchste Platzierung mit Platz 43 am 24. Juli 2022. 2022 belegte das Lied Rang 39 der deutschen Single-Jahrescharts.
| ChartsChartplatzierungen | Höchstplatzierung | Wochen |
| ------------------------ | ----------------- | ------ |
| Deutschland (GfK)        | 7 (32 Wo.)        | 32     |
| Österreich (Ö3)          | 8 (16 Wo.)        | 16     |
| Schweiz (IFPI)           | 43 (8 Wo.)        | 8      |

| ChartsJahrescharts (2022) | Platzierung |
| ------------------------- | ----------- |
| Deutschland (GfK)         | 39          |

### Auszeichnungen für Musikverkäufe
Im September 2022 wurde das Lied in Deutschland mit einer Goldenen Schallplatte für 200.000 verkaufte Einheiten ausgezeichnet. Damit zählt das Lied zu einem der meistverkauften Schlager der 2020er-Jahre in Deutschland.
| Land/Region        | Auszeichnungen für Musikverkäufe (Land/Region, Auszeichnung, Verkäufe) | Verkäufe |
| ------------------ | ---------------------------------------------------------------------- | -------- |
| Deutschland (BVMI) | Gold                                                                   | 200.000  |
| Österreich (IFPI)  | Platin                                                                 | 30.000   |
| Insgesamt          | 1× Gold · 1× Platin ·                                                  | 230.000  |